# Yusuke Tanaka (Februar 1986)
Yusuke Tanaka (født 3. februar 1986) er en japansk fodboldspiller, som spiller for den japanske fodboldklub Ventforet Kofu.